# Østsalling Pastorat
Østsalling Pastorat er et pastorat i Salling Provsti, Viborg Stift med de fem sogne:
- Grinderslev Sogn
- Grønning Sogn
- Jebjerg Sogn
- Lyby Sogn
- Thise Sogn

I pastoratet er der fem kirker
- Grinderslev Kirke (tidligere kirke for Grinderslev Kloster)
- Grønning Kirke
- Jebjerg Kirke
- Lyby Kirke
- Thise Kirke

## Historie
I 1970–2006 lå pastoratets sogne i Sundsøre Kommune. Før 1970 lå de i Nørre Herred i Viborg Amt.
Mellem 1842 og 1970 var sognene delte mellem de tre sognekommuner: Thise, Jebjerg-Lyby og Grinderslev-Grønning. 
Jebjerg-Lyby var et selvstændigt pastorat, mens Grinderslev-Grønning-Thise i perioder var ét pastorat og i andre perioder var to pastorater (Thise Pastorat og Grinderslev-Grønning Pastorat).